# Midwest Basketball Conference
La Midwest Basketball Conference fue una liga de baloncesto profesional que se disputó en los Estados Unidos y Canadá desde 1935 hasta 1937. La mayor parte de los equipos estaban patrocinados por empresas minoristas y fabricantes, y fue principalmente una liga industrial. La Midwest Basketball Conference fue reemplazada por la National Basketball League (NBL), liga que posteriormente se fusionó con la Basketball Association of America (BAA) para formar la National Basketball Association (NBA).

## Historia
La Midwest Basketball Conference fue fundada en noviembre de 1935 por Paul "Peeper" Sheeks, director deportivo de la Firestone Tire & Rubber Company de Akron, y Frank Kautsky, un empresario de Indianápolis.
En la primera temporada, la 1935-36, la MBC estipuló que cada equipo debía disputar como mínimo 12 partidos contra los demás miembros de la liga. Teóricamente, los cuatro equipos clasificados para los playoffs deberían haber sido los dos primeros equipos de cada división que jugaran el mínimo de partidos de liga, por lo que hubiesen sido Indianapolis Kautskys, Pittsburgh YMHA, Akron Firestone Non-Skids y Detroit Hed-Aids. Siguiendo este método, Chicago Duffy Florals se hubiese quedado sin disputar los playoffs, pero la MBC decidió ignorar su propio proceso de clasificación que se basaba en los encuentros mínimos que cada equipo debía organizar, y eligió a los Duffy Florals (que únicamente había jugado cinco partidos de liga) por encima de los Hed-Aids, justificando que en el único partido que enfrentó a ambos equipos, el vencedor fue el equipo de Chicago. No obstante, la principal razón podría haber sido el dinero; la franquicia de Detroit tenía serios problemas económicos, y la MBC no solo premió a los Duffy Florals con un puesto en playoffs, sino que organizó los playoffs en Chicago con la que esperanza de recibir más aficionados en una gran ciudad.
Los Duffy Florals sorprendieron eliminando a los favoritos Firestone Non-Skids en las semifinales por 33-30. En la otra semifinal, Indianápolis Kautskys batió a Pittsburgh YMHA. En la final del campeonato, Chicago ganó por 39-35 a Indianápolis, y los Firestone Non-Skids se alzaron con el tercer puesto al vencer a YHHA por 33-29.
En la temporada 1936-37 se extendieron los playoffs, con las semifinales y finales al mejor de tres partidos. En las semifinales, los dos primeros equipos de la División Este fueron los dos clubes de Akron, los Firestone Non-Skids Y los Goodyear Wingfoots, clasificándose estos últimos para la final. En la División Oeste, los dos mejores equipos fueron Dayton London Bobbys y Fort Wayne General Electrics. Cada equipo ganó un partido, y en el tercer y definitivo encuentro la victoria fue para Fort Wayne, que consiguió una plaza en la final de la MBC.
En las Finales, los Wingfoots ganaron a los General Electrics en dos partidos, por 28-22 y 27-24, respectivamente.
En octubre de 1937, los propietarios de los equipos decidieron cambiar el nombre a National Basketball League porque "Midwest Conference" significaba "Big Ten" (la conferencia universitaria) para la mayor parte de los lectores deportivos.

## Campeones
| Año  | Finalista                | Resultado | Finalista                    |
| ---- | ------------------------ | --------- | ---------------------------- |
| 1936 | Chicago Duffy Florals    | 39-35     | Indianapolis Kautskys        |
| 1937 | Akron Goodyear Wingfoots | 2–0       | Fort Wayne General Electrics |

## Clasificaciones

### Temporada 1935–36

#### División Este
| Equipo                    | V  | D | %    | DIF. |
| ------------------------- | -- | - | ---- | ---- |
| Akron Firestone Non-Skids | 11 | 7 | .611 | –    |
| Pittsburgh YHMA           | 10 | 7 | .588 | 0.5  |
| Buffalo Bisons            | 7  | 8 | .467 | 2.5  |
| Dayton Metropolitans      | 4  | 6 | .400 | 3.5  |

#### División Oeste
| Equipo                  | V | D  | %    | DIF. |
| ----------------------- | - | -- | ---- | ---- |
| Indianapolis Kautskys   | 9 | 3  | .750 | –    |
| Chicago Duffy Florals   | 3 | 2  | .600 | 2.5  |
| Detroit Hed-Aids        | 9 | 7  | .562 | 2    |
| Indianapolis U.S. Tires | 5 | 9  | .357 | 5    |
| Windsor Cooper Buses    | 2 | 11 | .154 | 7.5  |

### Temporada 1936–37

#### División Este
| Equipo                    | V  | D | %    | DIF. |
| ------------------------- | -- | - | ---- | ---- |
| Akron Goodyear Wingfoots  | 16 | 2 | .899 | –    |
| Akron Firestone Non-Skids | 13 | 5 | .722 | 31   |
| Warren Hyvis Oilers       | 8  | 6 | .571 | 6    |
| Columbus Athletic Supply  | 6  | 5 | .545 | 6.5  |
| Detroit Altes Lagers      | 2  | 8 | .200 | 10   |
| Pittsburgh YMHA           | 2  | 9 | .182 | 10.5 |

#### División Oeste
| Equipo                       | V | D | %    | DIF. |
| ---------------------------- | - | - | ---- | ---- |
| Dayton London Bobbys         | 9 | 3 | .750 | –    |
| Fort Wayne General Electrics | 6 | 6 |      |      |
| Whiting Ciesar All-Americans | 3 | 5 | .375 | 2    |
| Chicago Duffy Florals        | 2 | 5 | .364 | 2.5  |
| Indianapolis Kautskys        | 2 | 5 | .286 | 2.5  |
| Indianapolis U.S. Tires      | 3 | 9 | .250 | 4    |